# Tranås
För andra betydelser, se Tranås (olika betydelser).
Tranås är en tätort och centralort i Tranås kommun i Jönköpings län.
Tranås ligger vid Svartåns utlopp i sjön Sommen i norra Småland.

## Namnet Tranås
Kommun- och ortnamnet Tranås går tillbaka på Tranås säteri (gården nämnd 1345 som Tranuaas), som ligger där Svartån rinner ut i sjön Sommen. Det djupare ursprunget till namnet är omdiskuterat.
Namnet innehåller enligt Svenskt ortnamnslexikon fågelbeteckningen trana och ordet ås.

## Historia
Se även Säby socken.
Tranås historia sträcker sig till medeltiden med gården Tranås belägen vid Svartåns utlopp i sjön Sommen. Namnet Tranås omnämns 1407 när riddaren Karl Magnusson (Örnfot) testamenterar Tranås till Vadstena kloster; särskilt omnämns laxfisket vid Tranås kvarn. I donationen ingår också Hätte, Skinnarp, Norraby, Tranås kvarn och Hästskede. 1447 har klostret en intäkt från Tranås på 33 laxar, 12 tunnor mjöl och 4 svin. Vid reformationen gick detta över i kronans ägo, och vid slutet av 1500-talet är en Sigfrid Andersson Rålamb ägare till Tranås. Godset ägs senare av Claes Rålamb (riksråd), men efter dennes död 1698 går det ur släktens ägo. Det har sedan ett antal olika ägare fram till i dag.
Tranås kvarn följde inte med gården vid reformationen utan det uppstod i stället tre kvarnar samt en torg- och marknadsplats. Söderut fanns endast soldattorpet Hästskede (där Hästskedegatan ligger i dag) och torpet Sinkarp, som låg ungefär vid dagens musikskola. Tranås kvarn blev under 1700-talet en viktig knutpunkt med sitt läge där flera länsvägar korsade varandra.
Under 1800-talet växte samhället sakta och kallades en period för Lövstad. Marknaden i Säby flyttades 1860 till Lövstad, men den verkliga tillväxten kom inte förrän Östra Stambanan drogs förbi orten. Stationen, som invigdes 1874, gavs namnet Tranås. Därmed gick namnet Lövstad i graven. Några år senare, 1881, bröts ett område ut från Säby socken och bildade Tranås köping. 1919 blev köpingen med kringliggande område stad. En betydande möbelindustri växte fram under dessa år.
Platsen var tidigare övningsplats för Norra Vedbos kompani vid Jönköpings regemente och kallades då Hässjö slätt.

### Administrativa tillhörigheter
Tranås var belägen i Säby socken och ingick efter kommunreformen 1862 i Säby landskommun. 1881 utbröts Tranås köping ur landskommunen, där senare 17 juni 1903 Tranås Kvarns municipalsamhälle inrättades. År 1919 ombildades köpingen till Tranås stad och då tillfördes municipalsamhället, Ängaryd, Hubbarp och Åsvallehult från landskommunen.  Tranås stad utökades sedan 1967 innan den 1971 uppgick i Tranås kommun där Tranås sedan dess är centralort.
I kyrkligt hänseende har orten alltid hört till Säby församling.
Orten ingick till 1948 i Norra Vedbo tingslag, därefter till 1971 i Norra och Södra Vedbo domsagas tingslag. Sedan 1971 ingår Tranås i Eksjö domsaga.

### Befolkningsutveckling
| Befolkningsutvecklingen i Tranås 1960–2020 | Befolkningsutvecklingen i Tranås 1960–2020 | Befolkningsutvecklingen i Tranås 1960–2020 | Befolkningsutvecklingen i Tranås 1960–2020 | Befolkningsutvecklingen i Tranås 1960–2020 |
| ------------------------------------------ | ------------------------------------------ | ------------------------------------------ | ------------------------------------------ | ------------------------------------------ |
|                                            |                                            |                                            |                                            |                                            |
| År                                         |                                            |                                            | Folkmängd                                  | Areal (ha)                                 |
| 1960                                       | 1960                                       |                                            | 12 513                                     |                                            |
| 1965                                       | 1965                                       |                                            | 13 883                                     |                                            |
| 1970                                       | 1970                                       |                                            | 15 150                                     |                                            |
| 1975                                       | 1975                                       |                                            | 14 854                                     |                                            |
| 1980                                       | 1980                                       |                                            | 14 629                                     |                                            |
| 1990                                       | 1990                                       |                                            | 14 134                                     | 1 026                                      |
| 1995                                       | 1995                                       |                                            | 14 336                                     | 1 045                                      |
| 2000                                       | 2000                                       |                                            | 14 037                                     | 1 047                                      |
| 2005                                       | 2005                                       |                                            | 14 017                                     | 1 049                                      |
| 2010                                       | 2010                                       |                                            | 14 197                                     | 1 056                                      |
| 2015                                       | 2015                                       |                                            | 14 550                                     | 1 019                                      |
| 2020                                       | 2020                                       |                                            | 14 789                                     | 1 042                                      |
|                                            |                                            |                                            |                                            |                                            |

## Stadsbild
Centralgatan i Tranås heter Storgatan och löper rakt genom staden. Den är en av Sveriges bredaste gator, planterad med lindar från tidigt 1900-tal. Gatan är ca 1,5 km lång och 38 meter bred. Den nuvarande utformningen fick Storgatan under mitten av 60-talet. Anledningen till den breda gatan är att man på 1800-talet när samhället växte upp ville förhindra spridning av bränder. Rakt genom staden löper även Södra stambanan och nära Storgatan ligger Tranås Järnvägsstation. Stadsbilden präglas även av Svartåns lopp genom Tranås. Vid ån ligger Tranås stadshus.

## Utbildning
I staden finns bland annat en gymnasieskola, Holavedsgymnasiet, två skolor med undervisning i klass 6 till 9, Junkaremålskolan och Ängarydsskolan, ett tiotal skolor med undervisning i klass 1 till 5 samt en mängd förskolor.

## Kultur och nöjen
Tranås har blivit utsedd till Sveriges musikkommun vid tre tillfällen. En betydelsefull faktor är Frälsningsarméns Hornmusikkår som startade 1896. Dess ledare var under många år från 1940-talet musikmästare Gunnar Borg som ledde kåren till internationella framgångar. Fortfarande marscherar musikkåren från Frälsningsarméns lokal till Stora torget för torgmöte varje söndag sommartid.
På Storgatan ligger Eriksbergs museum. Från år 1884 och 100 år framåt var byggnaden en skola, Eriksbergs Folkskola. År 1985 invigdes huset som museum. Här finns Pälsmuseum som visar skinnberedningens gång och hur skinnen blir till pälsar. Maskiner, verktyg och övriga inventarier kommer från nedlagda lokala pälsföretag. En skolsal är inredd som skolmuseum med möbler och material samlade från trakten. I Almquistrummet visas skulpturer av Ansgar Almquist (1889-1973) samt målningar av Herman Norrman (1864-1906; representerad på Nationalmuseum, Waldemarsudde och Göteborgs Konstmuseum). 
Ove Fundin, femfaldig världsmästare i speedway, finns representerad i museet genom en samling av medaljer, pokaler och fotografier.
Sjön Sommen erbjuder badplatser och ett rikt båtliv.
Tranås har ett stort utbud av krogar. I övrigt finns flera pubar och nattklubbar, ett tiotal restauranger och minst lika många pizzerior.
Punkbandet Rövsvett är från Tranås.
Sedan tio år står Tranås även värd för den årliga internationella festivalen Tranås at the Fringe med den ideella konst och kulturföreningen Kultivera som huvudarrangör. Festivalen började som en poesi och litteraturfestival men har under åren växt till att innehålla workshops, teater, dans och musik med mera. Festivalen lockar besökare och konstnärer från hela Europa. Tranås at the Fringe är med i Baltic Nordic Fringe Network, ett större nätverk av festivaler.

## Näringsliv
Tranås har ett differentierat näringsliv, men den traditionellt starka möbelindustrin med företag som EFG-koncernen, Carpenter Sweden AB, Mitab Produktion AB och Tranås Skolmöbler AB dominerar fortfarande. Bland tidigare verksamma företag i branschen kan Cirrus AB och Overman AB nämnas.
Även plastindustrin har vuxit sig stark; bland företag inom denna bransch märks AB Euroform och Sonoform AB. Större företag utanför möbel- och plastindustrin inkluderar OEM-koncernen (agenturföretag), Pastejköket AB (livsmedelsföretag), GGP Sweden AB (före detta Stiga AB) och IVT industrier AB, ett dotterföretag till tyska Robert Bosch GmbH.

### Pälsstaden
Tranås kallades tidigare "pälsstaden" och var under många år känd för sin skinn- och pälsindustri. Denna etablerades på 1800-talet och hade sin storhetstid på 1960-talet, då den sysselsatte cirka 2.500 personer i drygt 125 företag, vilket motsvarade 70% av branschen i Sverige. Det anordnades modeparader på lördagarna och folk vallfärdade till staden för att köpa pälsar, vilket även gynnade övriga näringsgrenar i staden såsom hotell och restauranger. The Beatles beställde vargpälsar från Tranås., men av denna näring finns det i stort sett inget kvar av idag. Det finns ett pälsmuseum, Eriksbergs museum, som sammanfattar denna viktiga del av Tranås industrihistoria.

### Bankväsende
Tranås sparbank grundades 1875. Den uppgick 1969 i Jönköpings läns sparbank som sedermera blev av del av Swedbank.
Östergötlands enskilda bank hade ett kontor i Tranås åtminstone från 1870-talet, men det drogs in på 1880-talet. Östgöta Enskilda Bank etablerade åter ett kontor i Tranås år 1905.
År 1884 bildades Tranås folkbank. År 1890 bildades Tranås bankaktiebolag som ersatte folkbanken. Tranås bankaktiebolag köptes år 1910 av Malmö folkbank. Efter ytterligare sammanslagning kom bankens kontor att tillhöra Göteborgs handelsbank. I samband uppdelningen av denna bank 1949, övertogs kontoret av Jordbrukarbanken. Jordbrukarbanken blev snart Kreditbanken och senare PKbanken/Nordea. På 1960-talet etablerade sig även Handelsbanken i Tranås.
Danske Bank/Östgöta Enskilda Bank ersatte kontoret i Tranås med ett mobilt kontor år 2009. Den 30 juni 2017 stängde Nordea sitt kontor i Tranås. Därefter fanns Handelsbanken och Swedbank kvar på orten.

## Kyrkor
- Svenska kyrkan
- Frälsningsarmen
- Brunnsparkskyrkan, Pingströrelsen och EFK
- Löfstadskyrkan, Equmeniakyrkan
- Immanuelskyrkan

## Lokala tidningar
- Tranås Tidning
- Tranås-Posten

## Sport
- Tranås AIF Hockey
- Tranås BoIS Bandy
- Tranås FF
- IBF Tranås
- Tranås Basket
- Tranås Baseboll

## Personer från Tranås
- Journalisten och programledaren Lennart Hyland föddes 1919 i Tranås
- Musikalartisten och skådespelaren Rickard Carlsohn född 1965 i Tranås
- Författaren Fritiof Nilsson Piraten var verksam som advokat i Tranås 1921 till 1931. Han har fått Piratens gata uppkallad efter sig. Huset vid Storgatan där hans advokatbyrå låg är bevarat och försett med en minnesplakett, uppsatt av Fritiof Nilsson Piraten Sällskapet.
- Golfproffset David Lingmerth föddes i Tranås 1987.
- Fotbollsspelaren i NFL Göran Lingmerth (född 1964) växte upp i Tranås
- Författaren, dramatikern och skådespelaren Anders Larsson (född 1952) växte upp i Tranås
- Författaren och mystikern Dénis Lindbohm var född i Tranås (1927)
- Femfaldige speedway-världsmästaren Ove Fundin.
- Världsmästaren i bordtennis Kjell Johansson
- Ishockeyspelaren Magnus "Sigge" Svensson
- Ryttaren Patrik Kittel som gick dressyrgymnasiet i Tranås och tävlar för Tranås ridklubb.
- Ryttaren Ingamay Bylund tävlade för Tranås Ridklubb, OS-lag brons 1984 i Los Angeles, OS-4 individuellt
- Konstnären Alfred Wahlberg levde sin sista tid i Tranås och dog där 1906
- Programledaren och barnboksförfattaren Johanna Westman (född 1969) växte upp i Tranås
- Politikern Peter Eriksson föddes i Tranås 1958.
- Företagsledarna Hans Franzén (1940–2018) och hans son Tomas Franzén (född 1962) har båda stark koppling till Tranås
- Konstnären Herman Norrman är från Tranås

## Bildgalleri

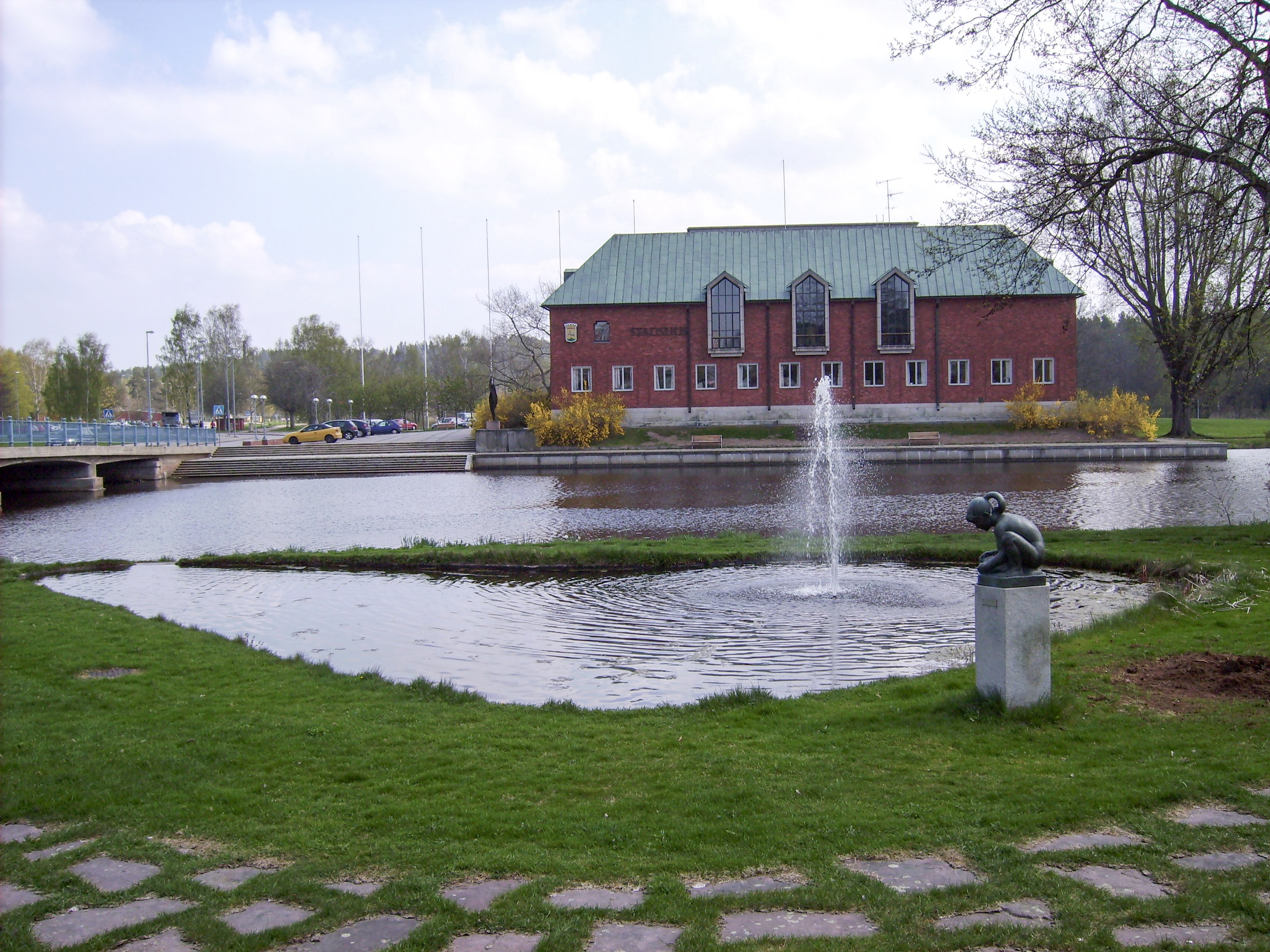
Tranås stadshus
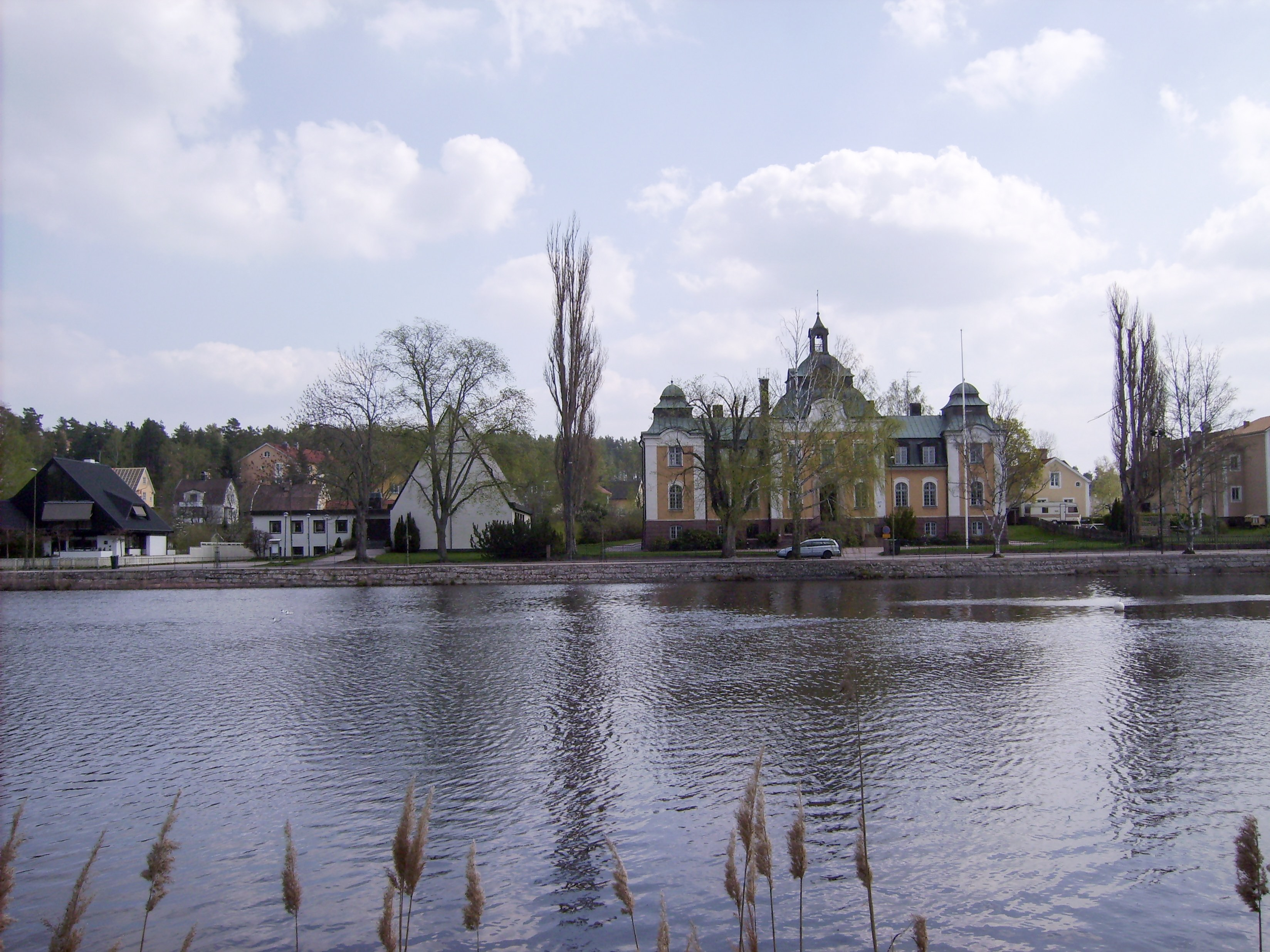
Svartån
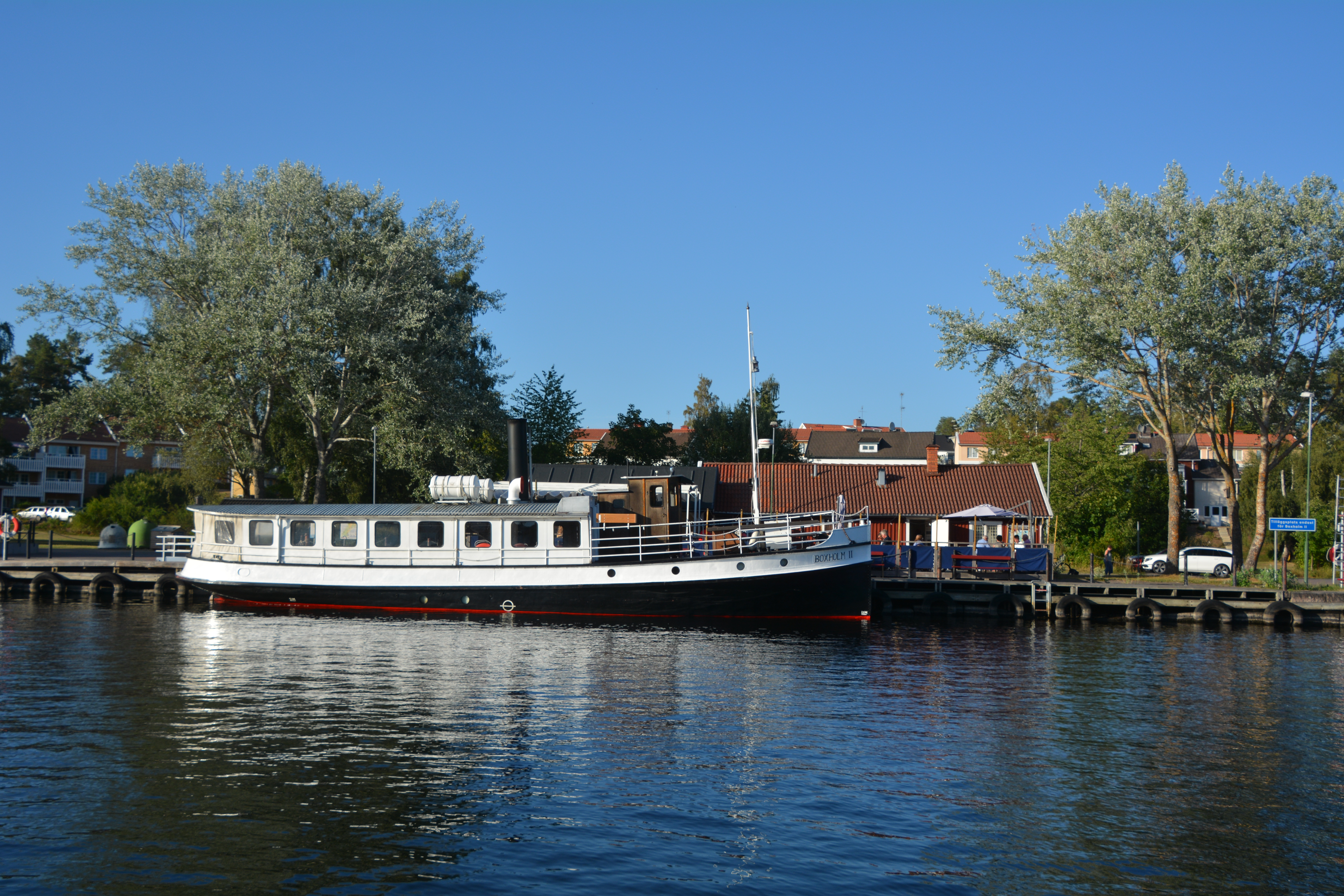
S/S Boxholm II i Tranås hamn
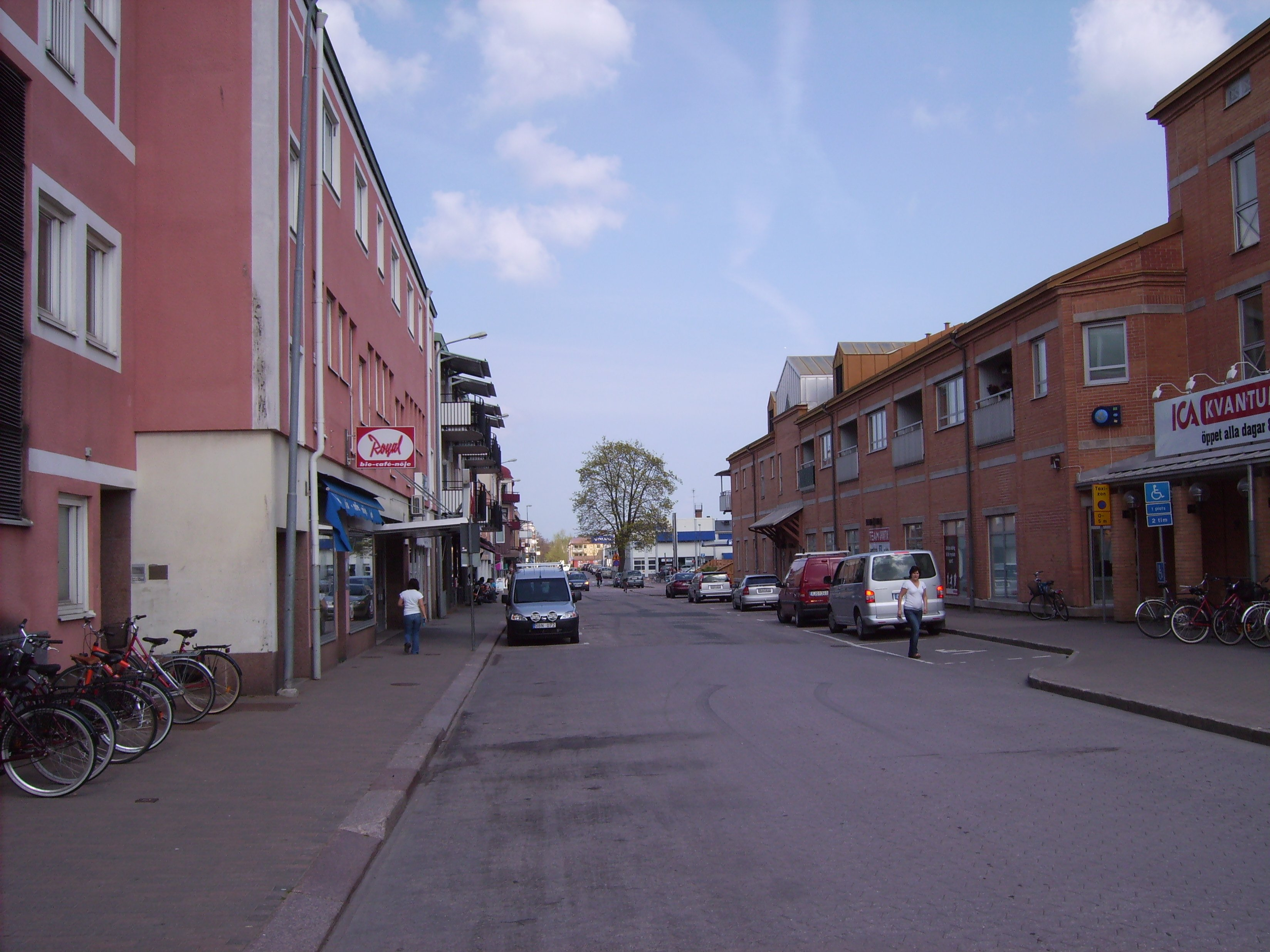
Ågatan i Tranås
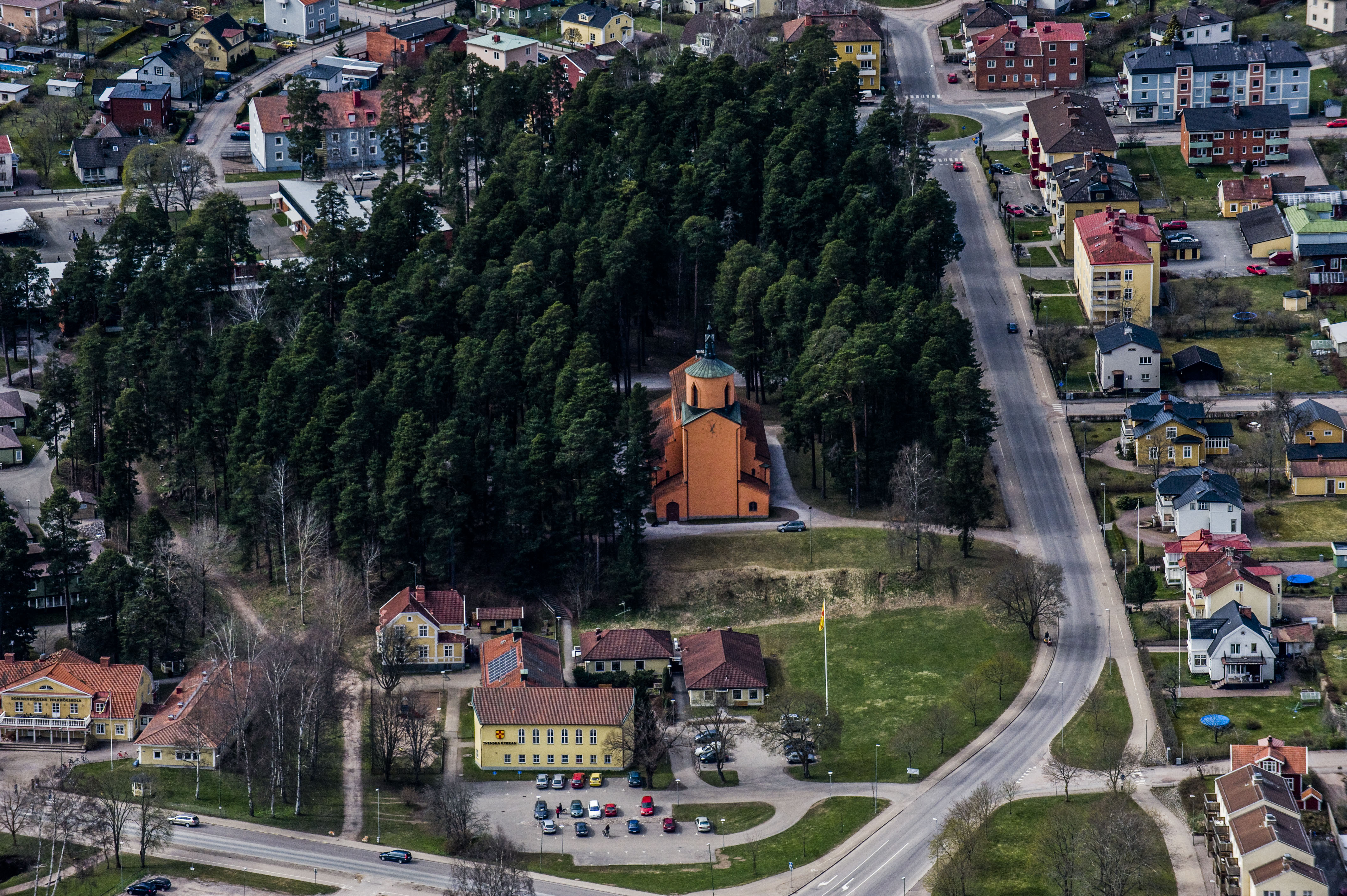
Tranås kyrka